# راگبی لیگ ۷ نفره

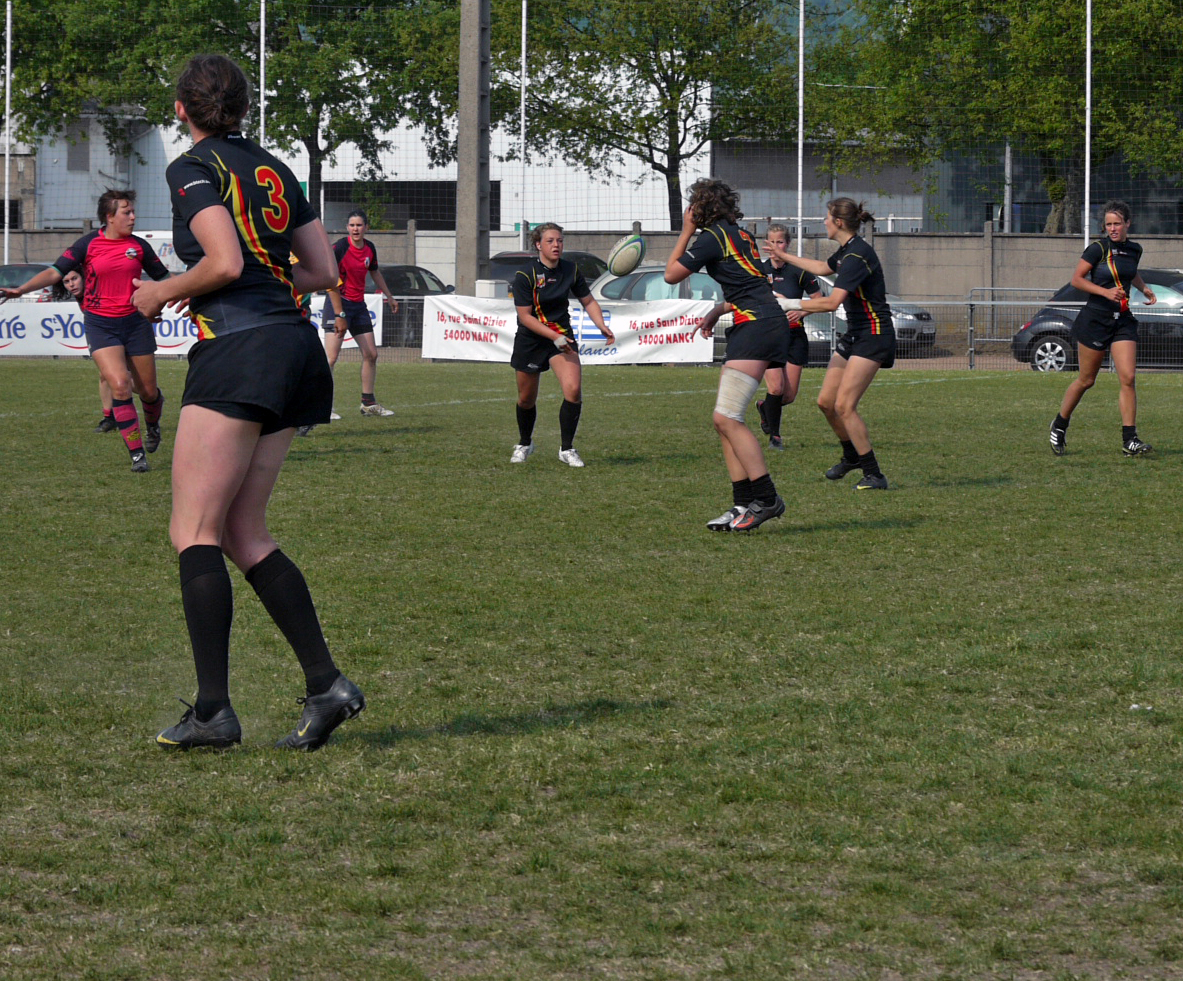
یک مسابقه راگبی لیگ ۷ نفره در بلژیک - ۲۰۱۱

 راگبی لیگ ۷ نفره (به انگلیسی: Rugby league sevens) زیرشاخه ای از دسته ورزش‌های راگبی است. قوانین این ورزش مطابق قوانین راگبی اصلی می‌باشد با این تفاوت که هر تیم دارای ۷ بازیکن است و طول زمین نیز کمی کوتاه تر می‌باشد 